# Ernesto Pinto-Bazurco Rittler

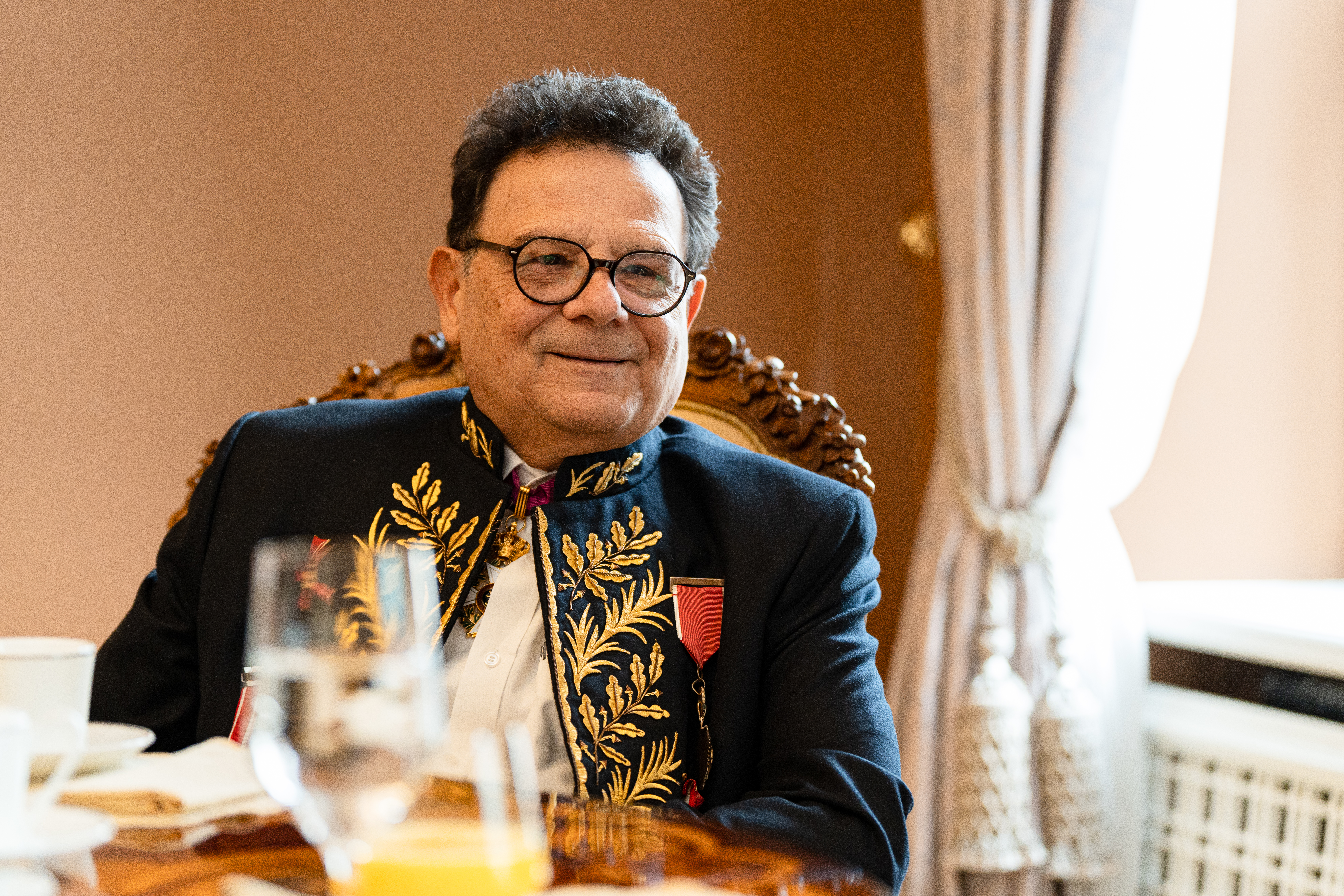
Ernesto Pinto-Bazurco Rittler

Ernesto Pinto-Bazurco Rittler (* 1946 in München) ist ein peruanischer Diplomat und Anwalt.

## Leben
Er wurde als drittes Kind des peruanischen Arztes Ernesto Pinto-Bazurco und dessen deutscher Frau Hildegard Rittler geboren. In Peru studierte er Literatur und Geisteswissenschaften, Rechtswissenschaften, Politikwissenschaften sowie Diplomatie und Internationale Beziehungen. Außerdem absolvierte er ein Postgraduales Studium der Rechtswissenschaften in Deutschland und ein Promotionsstudium der Politikwissenschaften in der Schweiz.
Im Ministerium für Auswärtige Angelegenheiten Perus war Ernesto Pinto-Bazurco Rittler für die Leitung der Abteilung Internationale Kooperation zuständig. Außerdem war er Direktor der Abteilung für Wirtschaftsförderung und Generaldirektor der Europaabteilung.
Als Delegierter und Vertreter Perus nahm Ernesto Pinto-Bazurco Rittler an zahlreichen internationalen Konferenzen teil.
Als Diplomat vertrat Ernesto Pinto-Bazurco Peru in Deutschland, der Volksrepublik China, Rumänien, der Schweiz und auf Kuba. Dort verhalf er am 4. April 1980 über 10.000 Menschen zur Ausreise, indem er ihnen Asyl in der peruanischen Botschaft in Havanna gewährleistete. Die Ereignisse des Tages und die Verhandlungen der darauffolgenden Nacht leiteten die sogenannte Mariel-Bootskrise ein, in deren Folge circa 125.000 Kubaner das Land verließen.
Für seinen Einsatz zur Verteidigung der Menschenrechte auf Kuba wurde er 2011 mit dem Palmer-Preis ausgezeichnet und 2016 für den Friedensnobelpreis nominiert.

## Titel
- Anwalt
- Berufsdiplomat der Diplomatischen Akademie der Republik Peru
- Diplom Internationale Beziehungen der Diplomatischen Akademie der Republik Peru
- Master of Laws (Deutschland)
- Ehrendoktor der Universität Ricardo Palma in Lima/Peru
- Ehrenprofessor der Universität Garcilazo de la Vega in Lima/Peru
- Ehrendoktor der Ovidius Universität in Constanța/Rumänien

## Diplomatischer Dienst im Ausland
- Ständiger Vertreter Perus vor den Vereinten Nationen in New York
- Geschäftsträger der peruanischen Botschaft in Havanna/Kuba
- Generalkonsul in Frankfurt/Deutschland
- Stellvertretende Leitung der peruanischen Botschaft in China
- Generalkonsul in Zürich/Schweiz
- Botschafter in Rumänien mit Zuständigkeit für Serbien, Montenegro, Moldawien, Mazedonien, Kroatien, Bosnien und Herzegowina
- Abgesandter Botschafter Perus bei den Vereinten Nationen in Genf/Schweiz

## Mitgliedschaften
- Peruanische Gesellschaft des internationalen Rechts
- Peruanisches Institut für Rechtsvergleich
- Peruanische Gesellschaft der Verteidigung des Vaterlandes

## Internationale Preise
- 1999: Auszeichnung des Europäischen Wirtschaftsinstituts für das „Wörterbuch für Internationale Beziehungen“
- 2011: Palmer Preis
- 2016: Nominierung für den Friedensnobelpreis

## Auszeichnungen
- zahlreiche Auszeichnungen des Königreiches Belgien und der Regierungen von Guatemala und Argentinien
- Bundesverdienstkreuz erster Klasse der Bundesrepublik Deutschland

## Werke
- Internationales Recht, Außenpolitik und Diplomatie. mit einem Vorwort von Javier Perez de Cuellar.
- Wörterbuch für Internationale Beziehungen. Universität von Lima
- Wörterbuch für Internationale Beziehungen. Diplomatische Akademie.
- Diplomatie und öffentliche Meinung. Universität San Martín.
- Moderne Internationale Beziehungen. Universität von Clausemburg.
- Treffen im Paradies. Humanitas, Roman.
- Isabel de los Mares – die erste Botschafterin von Amerika, Roman.

## Journalismus
- Kolumnist für die peruanische Tageszeitung El Comercio, Lima/Peru
- Veröffentlichung von Artikeln und Kommentaren in verschiedenen peruanischen und ausländischen Medien